# 2014 FIFA World Cup Brazil
FIFA World Cup 2014 Brazil – sportowa gra wideo na motywach Mundialu wydana przez firmę Electronic Arts, tworzona przez oddział EA Canada. Dostępne są w niej 203 reprezentacje narodowe - wszystkie, które uczestniczyły w kwalifikacjach do Mistrzostw Świata. Ponadto są dostępne 3 drużyny specjalne: "Adidas All-Star", "Adidas Next-Gen oraz "Klasyczna XI" - co daje łącznie 206 drużyn dostępnych w grze. Można zagrać wybierając jedną z opcji: mecz towarzyski, tryb „Captain your country”, Battle of Nations z rankingiem lub FIFA World Cup 2014 Brazil, czyli mistrzostwa świata. Wybierając mistrzostwa, można zagrać w eliminacjach w jednej z 6 dostępnych stref eliminacyjnych i zakwalifikować się do finałów.

## Ścieżka dźwiękowa
| 1985 ft. Blake Healy                        | "Let's Go"                        |
| Adrian Lux & Marcus Schössow                | "Wild Child"                      |
| Alafia                                      | "Mais Tarde"                      |
| Bear Mountain                               | "Two Step"                        |
| Bleachers                                   | "Like A River Runs"               |
| Charles William                             | "We Are the Ones (Own the World)" |
| David Correy ft. Monobloco                  | "The World Is Ours"               |
| DJ Bitman                                   | "Blackbossa"                      |
| Don Um & Jadir De Castro                    | "Ozonio"                          |
| Emicida ft. Quinteto em Branco e Preto      | "Hino Vira-lata"                  |
| Ester Rada                                  | "Life Happens"                    |
| Felipe Cordeiro                             | "Lambada Alucinada"               |
| Felix Weber                                 | "JJ's Energy"                     |
| Haerts                                      | "Animal"                          |
| Holger                                      | "Beaver"                          |
| João Nabuco                                 | "Bundalelê da Verdade"            |
| Kevin Rudolf                                | "Here's to Us"                    |
| La Yegros                                   | "El Bendito"                      |
| Los Macuanos                                | "Las Memorias Del Faro"           |
| Luciana Oliveira                            | "Samba em Pliet"                  |
| Max & Simon                                 | "Everyone Tonight"                |
| Mayaeni ft. ROMANS                          | "Uh Huh"                          |
| Nave                                        | "Raiou"                           |
| NONONO                                      | "Pumpin Blood"                    |
| Pitbull ft. Jennifer Lopez & Claudia Leitte | “We Are One (Ole Ola)”            |
| Rael                                        | "Caminho"                         |
| Ritmo Machine                               | “Brazil”                          |
| Rocky Dawuni                                | "African Thriller"                |
| Saints of Valory                            | “Kids”                            |
| Shakira                                     | "La La La"                        |
| Switchfoot                                  | "Who We Are"                      |
| Tim Myers                                   | "Hills to Climb"                  |
| Tinie Tempah ft. John Martin                | "Children of the Sun"             |
| Trio Mocotó                                 | “Beleza! Beleza!! Beleza!!!"      |
| We the Kings                                | “Just Keep Breathing”             |